# Rotensee (Hauneck)
Rotensee ist ein Dorf der Gemeinde Hauneck im Landkreis Hersfeld-Rotenburg.

## Geografie
Der Ort liegt etwa 6 km südlich von Bad Hersfeld auf 246 m ü. NN im Tal des Scheersbaches, der in Unterhaun der Haune zufließt. Der Scheersbach gabelt sich oberhalb von Rotensee in zwei kurze Seitentäler. Das rechte Seitental ist der Borngraben.

## Geschichte

### Ortsgeschichte
In einer Urkunde vorn 1. April 1292 ist bekanntermaßen erstmals Rotensee als Rotense belegt. Diese Urkunde handelt von dem damaligen Streit zwischen Werner von Reichenbach und Abt Heinrich von Hersfeld sowie seiner Kirche.
1343 bis 1364 wird Rotensee als „Rotensehe vila“ erwähnt. 1564 teilten sich der Abt von Hersfeld und die Herren von Buchenau die Rechte über die Mannschaften, Dienste und Gefälle, zu denen die Bewohner verpflichtet waren. Zur selben Zeit hat Abt Michael Rotensee dem neugeschaffenen Gericht Petersberg zugewiesen, während das Gericht auf dem Johannesberg lag, wo als Vögte die Herren von Buchenau wirkten.
Zeitweise gab es zwei Ortsteile Rotensee: von 1385 bis zum 16. Jahrhundert spricht man von „Nidderen Rotensehen“ und „Obirnrotensehen“.
Seit 1610 ist der Name des Ortes dann nur noch Rotensee.
Hessische Gebietsreform (1970–1977)
Im Zuge der Gebietsreform in Hessen entstand zum 31. Dezember 1971 die Gemeinde Hauneck durch den freiwilligen Zusammenschluss  der bis dahin selbständigen Gemeinden  Rotensee, Oberhaun, Rotensee, Sieglos und Unterhaun.
Für die ehemals eigenständigen Gemeinden wurden Ortsbezirke mit Ortsbeirat und Ortsvorsteher nach der Hessischen Gemeindeordnung gebildet.

### Bevölkerung
Einwohnerstruktur 2011
Nach den Erhebungen des Zensus 2011 lebten am Stichtag dem 9. Mai 2011 in Rotensee 561 Einwohner. Darunter waren 3 (0,5 %) Ausländer.
Nach dem Lebensalter waren 60 Einwohner unter 18 Jahren, 210 waren zwischen 18 und 49, 141 zwischen 50 und 64 und 147 Einwohner waren älter. Die Einwohner lebten in 243 Haushalten. Davon waren 51 Singlehaushalte, 72 Paare ohne Kinder und 84 Paare mit Kindern, sowie 30 Alleinerziehende und 3 Wohngemeinschaften. In 51 Haushalten lebten ausschließlich Senioren und in 136 Haushaltungen leben keine Senioren.
Einwohnerentwicklung
| Rotensee: Einwohnerzahlen von 1834 bis 2020 | Rotensee: Einwohnerzahlen von 1834 bis 2020 | Rotensee: Einwohnerzahlen von 1834 bis 2020 | Rotensee: Einwohnerzahlen von 1834 bis 2020 | Rotensee: Einwohnerzahlen von 1834 bis 2020 |
| --- | ------------------------------------------- | ------------------------------------------- | ------------------------------------------- | ------------------------------------------- |
| Jahr |                                             |                                             |                                             | Einwohner                                   |
| 1834 | 1834                                        |                                             | 365                                         | 365                                         |
| 1840 | 1840                                        |                                             | 356                                         | 356                                         |
| 1846 | 1846                                        |                                             | 433                                         | 433                                         |
| 1852 | 1852                                        |                                             | 468                                         | 468                                         |
| 1858 | 1858                                        |                                             | 400                                         | 400                                         |
| 1864 | 1864                                        |                                             | 422                                         | 422                                         |
| 1871 | 1871                                        |                                             | 401                                         | 401                                         |
| 1875 | 1875                                        |                                             | 397                                         | 397                                         |
| 1885 | 1885                                        |                                             | 379                                         | 379                                         |
| 1895 | 1895                                        |                                             | 346                                         | 346                                         |
| 1905 | 1905                                        |                                             | 388                                         | 388                                         |
| 1910 | 1910                                        |                                             | 389                                         | 389                                         |
| 1925 | 1925                                        |                                             | 379                                         | 379                                         |
| 1939 | 1939                                        |                                             | 385                                         | 385                                         |
| 1946 | 1946                                        |                                             | 460                                         | 460                                         |
| 1950 | 1950                                        |                                             | 476                                         | 476                                         |
| 1956 | 1956                                        |                                             | 472                                         | 472                                         |
| 1961 | 1961                                        |                                             | 453                                         | 453                                         |
| 1967 | 1967                                        |                                             | 488                                         | 488                                         |
| 1970 | 1970                                        |                                             | 516                                         | 516                                         |
| 1980 | 1980                                        |                                             | ?                                           | ?                                           |
| 1990 | 1990                                        |                                             | ?                                           | ?                                           |
| 2001 | 2001                                        |                                             | 979                                         | 979                                         |
| 2006 | 2006                                        |                                             | 560                                         | 560                                         |
| 2011 | 2011                                        |                                             | 561                                         | 561                                         |
| 2020 | 2020                                        |                                             | 591                                         | 591                                         |
| Datenquelle: Historisches Gemeindeverzeichnis für Hessen: Die Bevölkerung der Gemeinden 1834 bis 1967. Wiesbaden: Hessisches Statistisches Landesamt, 1968. Weitere Quellen: LAGIS; Zensus 2011; Gemeinde Hauneck |                                             |                                             |                                             |                                             |

Religionszugehörigkeit
| • 1885: | 379 evangelische (= 100 %) Einwohner                              |
| • 1961: | 413 evangelische (= 91,17 %), 17 katholische (= 3,75 %) Einwohner |

## Vereinsleben
Rotensee besitzt einen Schützenverein (Schützenverein 1905 Rotensee) und gemeinsam mit dem Nachbardorf Wippershain formiert sich der Fußballclub SV Rotensee/Wippershain. Der Sportplatz des Vereins befindet sich auf dem höchsten Punkt der Wippershainer Höhe (456 m ü. NN).

## Infrastruktur
Rotensee liegt abseits größerer Verkehrswege, der Ort ist über die Kreisstraße K 22 zu erreichen, die in Unterhaun von der Bundesstraße 27 abzweigt. Der öffentliche Personennahverkehr erfolgt durch die RKH Bus GmbH mit der Linie 365. Feld- und Waldwege führen nach Wippershain und ins Gewerbegebiet Blaue Liede.
Der Ort hat einen starken dörflichen Charakter, fast ohne Gewerbe. Die Kinder des Dorfes besuchen die Grundschule im 1 km entfernten Unterhaun.
Die Quelle des Borngrabenbaches wurde im Jahr 1921 gefasst und diente bis 1998 als Trinkwasserquelle für den Ort.